# Sályi
Sályi (horvátul: Soljani) falu Horvátországban, Vukovár-Szerém megyében. Közigazgatásilag Verbanyához tartozik.

## Fekvése
Vukovártól légvonalban 44, közúton 54 km-re délre, községközpontjától 5 km-re délkeletre a Nyugat-Szerémségben, a Bázaköz nyugati részén, az ún. Cvelferija területén, a Szpacsva-síkon fekszik.

## Története
A régészeti leletek tanúsága szerint területe már az őskor óta lakott. A véletlenszerűen előkerült legrégibb, 5000 éves leletek, főként kerámiák a rézkor késő időszakához tartozó vučedoli kultúra népétől származnak. Tál, tégelyek és egyéb edények származnak az i. e. 4. és 3. évezredből, amelyeket a falu közelében lévő Studva folyó mentén található vadászház alapjainak ásásakor találtak. A középkori darabok is állandó vizes élőhelyekről és folyamatos emberi életről beszélnek. A római korban itt vezetett át a Sisciából (Sziszek) Sirmiumba (Szávaszentdemeter) vezető fontos kereskedelmi és hadiút. Ennek a mentén helyezkedett el a Saldis nevű település, mely nevét is onnan kapta, hogy rajta keresztül szállították a Tuzla vidékéről hozott sót.
A térség első ismert középkori birtokosai a Gutkeled nembeli Marótiak voltak. A települést először 1329-ben említik „Sauly”, illetve „Sali posessio” néven. Az 1332 és 1335 között kelt pápai tizedjegyzékben a valkói főesperességben fekvő plébániája öt alkalommal is szerepel „Sauli”, „Saly”, „Zauly” és „Sauly” névváltozatokban. A középkorban több birtokot is említettek a mai Soljani területén, majdnem mindig településeket. Manapság nehéz pontosan meghatározni, hol helyezkedtek el ezek a települések, mivel mindent vízfolyások kereszteznek, részben szántófölddé, részben erdővé változtak. Közülük a legfontosabb minden bizonnyal az 1364-ben említett „Zeuzdenreue possesio”, amelynek vára is volt. Ennek alapjai máig fennmaradnak a Studva folyó mentén található várárokkal. Megemlítik, hogy a Studva folyó mentén tíz kisebb település is volt, amelyek a Maróti családhoz tartoztak. A 15. században a család kihalt, azt követően birtokaikat Mátyás király fiának, Corvin Jánosnak adományozta.
A 14. század elején az eretnek bogumilok hatoltak be erre a területre, mely a maróti főesperességhez tartozott. Ezek az újonnan érkezett hívők nem ismerték el a pécsi püspököt, és nem fizették meg az egyházi tizedet. Az eretnekség nagyon széles körben elterjedt, így Maróti János maga tájékoztatta a pápát kérve tőle, hogy rendelje a maróti plébániatemplomot közvetlenül a pápa fennhatósága alá a pécsi püspökség helyett azzal a céllal, hogy megkönnyítse a hívőknek a katolikus hitre való áttérését. XXII. János pápa ezzel egyetértve 1414-ben megalapította a maróti prépostságot. Sályinak abban az időben nem volt saját egyházközsége, hanem Maróthoz tartozott. A ferencesek érkezésével a bogumilokat megpróbálták áttéríteni a katolikus hitre, amely részben sikerrel járt, ám sokan maradtak meg közülük hitükben egészen a törökök érkezéséig, akik 1536-ban elfoglalták a területet.
A török uralom idején a falu a Szerémi szandzsákba esett, amely a Budai pasalik 17 szandzsákjának egyike volt. Ezen belül területe a Szávamenti és a Maróti náhije között oszlott meg. A térség 1687-ben szabadult fel a török uralom alól, de már a következő évben visszafoglalta a török. A következő évek felszabadító harcai során a települések elnéptelenedtek, az emberek a környező erdőkben kerestek menedéket. A könnyebb túlélés érdekében az osztrák hatóságok javaslatára nagyobb közösségeket hoztak létre, így a mai Soljaninál is egy nagyobb csoport telepedett le. Ezt a helyet ma is „Staro selo”nak, azaz Ófalunak nevezik. Templomot is építettek itt, de később rájöttek, hogy egy alacsony fekvésű árterületen telepedtek meg. Ezért hamarosan egy magasabb fekvésű helyre települtek át, ahol új templomot építettek. Az épített házak nagyok voltak, mert a házakban több család élt. 
A török uralom után a települést 1713-ban a jamenai plébánia alapításakor említik először. 
A Bródi határőrezred megalakulása után Soljani az ezred 12. századához tartozott, amelynek székhelye Drenóc volt. Azóta ezt a területet Cvelferija-nak hívják, mely a német tizenkettes számnév (zwölf) után kapta a nevét. Az első népszámlálást ezen a területen 1754-ben végezték. A népszámlálás szerint Soljaniban 46 házaspár és 175 hívő volt (nem számítva azokat a gyermekeket, akik még nem áldozhattak). Az első teljes népességre vonatkozó adatot a pécsi püspökség levéltárában tárolják. Eszerint 1767-ben a faluban 35 ház volt 344 lakossal.
A 18. század végén és a 19. század elején volt a falu nagyobb fejlődésen ment át. Trencsén és Nagyszombat környékéről katolikus szlovákok, főként drótosok és ablakosok települtek itt le, de jöttek vajdasági szlovákok is, akik többségben evangélikusok voltak. A katolikusok gyorsan asszimilálódtak az ugyancsak katolikus horvátságba, az evangélikusok azonban megtartották különállásukat. Ma az ő utódaik képezik a legnagyobb kisebbséget a faluban. A katonai közigazgatást 1873-ban megszüntették, majd a falut 1881-ben Szerém vármegyéhez csatolták.
Az első katonai felmérés térképén „Soliane” néven található. Lipszky János 1808-ban Budán kiadott repertóriumában „Szolyane” néven szerepel. Nagy Lajos 1829-ben kiadott művében „Szolyane” néven 166 házzal, 882 katolikus és 10 ortodox vallású lakossal találjuk. A 19. század végén német, magyar, szlovák és ruszin családok vándoroltak be.
A településnek 1857-ben 1049, 1910-ben 1693 lakosa volt. Szerém vármegye Zsupanyai járásához tartozott. Az 1910-es népszámlálás adatai szerint lakosságának 74%-a horvát, 16%-a szlovák, 3-3%-a szerb és német anyanyelvű volt. A település az első világháború után az új szerb-horvát-szlovén állam, majd később (1929-ben) Jugoszlávia része lett. 1941 és 1945 a Független Horvát Államhoz tartozott, majd a szocialista Jugoszlávia fennhatósága alá került. A második világháború nagy szenvedést hozott a falunak, ahol a partizánok ötven, 15 és 30 év közötti fiatalt öltek meg. A háború után is számos helyi embert gyilkoltak meg tárgyalás nélkül, testüket pedig tömegsírba dobták. A fiatalokat arra kényszerítették, hogy dolgozzanak, énekeljenek mozgalmi dalokat és partizán témájú táncokat táncoljanak. Ezt sokan vonakodtak megtenni a háborús sebek miatt. A gazdaságokat elpusztították. A faluból származó összes lovat elvitték a németek, a fiatalok pedig hiányoztak, hogy a földeket újból megműveljék. Hiányzott az élelmiszer a helyi lakosság számára, ami korábban elképzelhetetlen volt.
A kommunista hatóságok még hosszú ideig nem engedték meg a háború alatt elpusztult templomtorony újjáépítését. 1947-ben megalakult a tűzoltóság, a „Seljačka sloga” kulturális egyesület énekes csoportja pedig megújult. Megkezdődött az ifjúsági olvasóterem és mozielőadások szervezése. A második világháború után agrárreformot hajtottak végre. 1948-ban paraszti szövetkezeteket hoztak létre, amelyekbe be kellett vinni a földterületeket, a szarvasmarhákat és a termelő eszközöket. A faluban két szövetkezet működött. A „Jedinstvo” szövetkezetben a tagok többnyire szegényparasztok és föld nélküli emberek voltak, míg a „Napredak” szövetkezetben gazdag parasztok voltak. 1960-ban megkezdődött a Strošinci felé vezető út aszfaltozása és a külterületi földutak javítása. Az 1960-as évek elején bevezették az elektromos áramot. 1991-től a független Horvátország része. 1991-ben lakosságának 91%-a horvát, 5%-a szlovák nemzetiségű volt. A horvát függetlenségi háború idején a falut megszálló szerbek mindent leromboltak. A lakosság elmenekült, csak 1997-ben térhetett vissza a száműzetésből és kezdhetett hozzá a teljes újjáépítéshez. A 2011-es népszámláláskor a falu lakossága 1245 fő volt.

## Gazdaság
A helyi gazdaság alapja hagyományosan a mezőgazdaság és az állattartás.

## Népessége
| Lakosság változása | Lakosság változása | Lakosság változása | Lakosság változása | Lakosság változása | Lakosság változása | Lakosság változása | Lakosság változása | Lakosság változása | Lakosság változása | Lakosság változása | Lakosság változása | Lakosság változása | Lakosság változása | Lakosság változása | Lakosság változása |
| ------------------ | ------------------ | ------------------ | ------------------ | ------------------ | ------------------ | ------------------ | ------------------ | ------------------ | ------------------ | ------------------ | ------------------ | ------------------ | ------------------ | ------------------ | ------------------ |
| 1857               | 1869               | 1880               | 1890               | 1900               | 1910               | 1921               | 1931               | 1948               | 1953               | 1961               | 1971               | 1981               | 1991               | 2001               | 2011               |
| 1.049              | 1.155              | 1.400              | 1.731              | 1.778              | 1.693              | 1.577              | 1.932              | 1.741              | 1.823              | 2.023              | 2.067              | 1.856              | 1.709              | 1.554              | 1.245              |

## Nevezetességei
- A Sarlós Boldogasszony tiszteletére szentelt római katolikus temploma[7] 1809-ben épült a falu közepén, az egykori fatemplom helyén. Egyhajós épület félköríves szentéllyel, a szentély délnyugati oldalához csatlakozó sekrestyével és a főhomlokzat fölé emelkedő harangtoronnyal. A főhomlokzat központi részéhez kissé kiemelkedő attika csatlakozik. A hajót bordázott dongaboltozattal fedték. A hajó falát kettős, oszlopfős pilaszterek tagolják. A kórus három boltíves árkádon nyugszik. 1945-ben a visszavonuló német csapatok lerombolták a harangtornyot, melyet aztán a kommunista hatóságok sokáig nem engedtek újjáépíteni. Végül csak 1957-ben építették újjá. A templom 19. század elejének egyik legreprezentatívabb későbarokk-klasszicista szakrális épülete a Szerémségben.
- A faluban egy evangélikus templom is áll, melyet a szlovák nemzetiségi kisebbség építette. 1911-ben még csak egy imaházuk állt a faluban, de már a következő évben felépült a templomuk is. A ma is látható templomot 1995-ben építették.
- Zvezdanvár erődjének maradványai[8] a Soljani melletti erdőben a Studva-patak partján. Az erőd maradványai ma is láthatóak, de hozzá vezető út hiányában csak gyalogosan érhető el, mivel az erőd körüli területet nem tisztították meg. Az erődöt három oldalról a Studva medre, a negyedik oldalon földsánc övezi. A Zsupanyai Városi Múzeum munkatársai végeztek itt ásatásokat, melyek során falmaradványokat, boltozatokat találtak. Az erőd két építési fázisát azonosították. A mozgatható leletek között középkori kerámiákat, csontokat és fémleleteket találtak.

## Kultúra
A falu első feljegyzett kulturális eseménye egy 1877-es karácsonyi műsor volt, melyet az iskola tanulói adtak elő Adela Dukarić tanítónő vezetésével. A horvát nemzeti olvasókört 1904-ben alapították. A nyilvános könyvtáron kívül keretében tamburazenekar is működött. 1936-ban a Seljačka sloga egyesület helyi csoportjaként megalakult a férfi énekkar, melynek vezetője Josip Radanić volt. A szlovák nemzeti kisebbség 1937-ben „Slovensky čitaci spolok” néven megalapította a helyi szlovák olvasókört.
1947-ben meg alakult a tamburazenekar is, melynek a helyiek és az antifasiszta szervezetek vásároltak hangszereket. a zenekar az első pillanattól kezdve nagyon aktívan működött, az év több rendezvényén is fellépett. a második világháború után újjáalakult a Seljačka sloga egyesület, melynek színjátszó csoportja, tamburazenekara és folklórcsoportja is volt. Gerince egy vegyeskórus volt, mely évekig Ema Galović – Kuzmanova vezetésével működött. Az egyesület sikerrel őrizte a horvát népi hagyományokat. Legnagyobb sikerét egy harmadik helyezéssel 1949. szeptember 10-én a Zágrábi Folklórfesztiválon érte el. néhány évnyi szünet után az 1960-as évek elején újította meg tevékenységét helyi fiatalok részvételével. Hagyományait rövidebb megszakításokkal a KUD „Slavonija” kulturális és művészeti egyesület folytatta. Olyan kulturális eseményeken vettek részt, mint a „Vinkovačke jeseni” és a „Šokačko sijelo” fesztiválok. Jó kapcsolatok jöttek létre a szlovákiai Kerencs „Krnčianka” egyesületével, mellyel minden évben vendégül látják egymást.
A szlovák „Matica Slovenska” kulturális egyesület keretében működik a KUD „Andrija Pekar” kulturális és művészeti egyesület, melyet 1993-ban Andrija Pekar kezdeményezésére alapítottak. Az egyesület 50 taggal, énekkarral és folklór csoporttal kezdte meg működését. egész Szlavóniában fellépnek a szlovák kulturális szemléken. 2009. májusában a házigazdái voltak a szlovák gyermek folklórszemlének. Minthogy nincs saját zenekaruk az újlaki KUD „Ljudevit Štur” egyesülettel működnek együtt.
A tök színezése Szlavóniában a 18. században kezdődött. A mintát ceruzával és körzővel jelölték be, majd késsel karcolták a tök kérgébe. A kérget fekete színű festékkel dörzsölték be, amelyet megfeketedett dió kérgéből nyertek. A Gradistye faluból származó tökfestők már a 19. század vége óta ismertek, de ugyanekkor jegyezték fel Drenóc, Babagerenda, Sályi, Zsupanya és Csitár falvak jellegzetes tök díszítő mintáit is. A tök hagyományos használati, de dekoratív tárgyként is funkcionál, amelyet esküvőkön, de mindennap pálinka szállítására használtak. Pásztorok, gulyások is készítettek dísztököt, miközben marhákat őriztek. Motívumai általában geometriai, növényi és állati eredetűek. Ma ajándéktárgyakként árulják őket.

## Oktatás
Az oktatás kezdetei 1780-ig nyúlnak vissza, amikor helyi tanulók a katonai hatóságok által alapított drenóci iskolába jártak. Abban az időben összesen 31 diák járt a drenóci iskolába és közülük négy Soljaniból származott. A falu első iskoláját 1830-ban alapították egy osztályteremmel és egy tanítóval. Az első tanár neve Ivan Spoljar volt, aki Soljaniból származott. Eleinte csak egy fából készült iskolaépület volt a faluban, majd 1852-ben ugyanazon a helyen szilárd anyagból újat építettek, ahova a tanulók 1894-ig jártak. 1894-ben egy új iskolaépületet építettek, amely két osztálytermet és egy tanítói lakást tartalmazott. Az épület majdnem egy évszázadon keresztül volt használatban, amíg a jelenlegi épületet, amelybe az iskola 1988-ban költözött fel nem építették. Az iskolába járó tanulók száma fokozatosan növekedett, így a 20. század elején az oktatásban körülbelül 290 tanuló vett részt. Az iskola ezután négy osztályos iskolává vált. 1912-től egy szlovák iskola is működött a faluban. Az 1941/42-es tanévben 291 diák iratkozott be az iskolába. Az 1950-es években az iskola négyosztályosból nyolcosztályos általános iskola lett. A gyermekek száma tovább növekedett, így az 1971/72-es tanévben már 506 tanuló volt. Az osztályokat helyhiány miatt és három műszakban oktatták a helyhiány miatt. Az 1980-as és az 1990-es évek elején a tanulók száma 197-re esett vissza. A körülmények 1988-ban új iskolaépületbe költözéssel hirtelen megjavultak.

## Sport
Noha a legnagyobb érdeklődés a labdarúgás iránt mutatkozott, 1950 és 1955 között a faluban „Jedinstvo” néven vívóklub is működött. A klubot e sportág nagy szerelmese Stjepan Tomić alapította és a Kultúrházban voltak a helyiségeik. A Horvát Vívószövetség két felszerelést adott nekik, és esetenként edzőt is küldött. 21 fiatal férfi volt a klub tagja, akik nagyon sikeresek voltak mind az edzéseken, mind a versenyeken. A Soljani vívóklub az elsők között volt Szlavóniában. Stjepan Tomić önkormányzati tisztviselőként klubokat alapított Verbanyán, Drenócon és Zsupanyán is. A szövetség megyei szervezete is nagyon aktív volt és a klub 1968-ig versenyeket is nyert.
Jelenleg csak egy aktív sportklub működik a faluban: az NK „Slavonija” labdarúgóklub, amelyet 1932-ben alapítottak ŠD "Zora" néven. A legnagyobb sikereit a szlavón labdarúgó-bajnokságban és az Eszék-Vinkovce megyeközi labdarúgó-bajnokságban való részvétel, valamint a 2016-os megyei kupa döntője jelenti. A csapat ma a megyei 1. ligában szerepel.

## Fordítás
Ez a szócikk részben vagy egészben  a   Soljani című horvát Wikipédia-szócikk ezen változatának fordításán alapul.  Az eredeti cikk szerkesztőit annak laptörténete sorolja fel. Ez a jelzés csupán a megfogalmazás eredetét és a szerzői jogokat jelzi, nem szolgál a cikkben szereplő információk forrásmegjelöléseként.